# Pena (Vila Real)
Pena ist ein Ort und eine ehemalige Gemeinde (Freguesia) im portugiesischen Kreis Vila Real. Die Gemeinde hatte 479 Einwohner (Stand 30. Juni 2011).
Am 29. September 2013 wurden die Gemeinden Pena, Quintã und Vila Cova zur neuen Gemeinde União das Freguesias de Pena, Quintã e Vila Cova zusammengeschlossen.